# Update
在SQL裡，可以利用UPDATE陳述式修改資料表中一筆或多筆的資料。可以更新全部的欄位，或使用條件式只更新部份的資料。
以下是Update陳述式的語法：
UPDATE 資料表名稱 SET [欄位名稱1 = 值1], [ 欄位名稱2 = 值2], [ 欄位名稱3 = 值 ...] [WHERE 條件式]

UPDATE若要能成功，使用者必須要有欄位或是資料表的資料存取權限（UPDATE權限），而且更新的值不可違背資料表的限制條件（如主鍵、唯一索引、檢查限制或非空值等限制）。

## 範例
只在欄位 C2 的值為「 a 」時將資料表 T 中的欄位 C1 設為 1 。
```
UPDATE
 
T
 
SET
 
C1
 
=
 
1
 
WHERE
 
C2
 
=
 
'a'

```

將欄位 C1 的值加 1 ，若欄位 C2 的值為「 a 」。
```
UPDATE
 
T
 
SET
 
C1
 
=
 
C1
 
+
 
1
 
WHERE
 
C2
 
=
 
'a'

```

將欄位 C1 的前面串接上字串「 text 」，若欄位 C2 的值為「 a 」。
```
UPDATE
 
T
 
SET
 
C1
 
=
 
'text'
 
||
 
C1
 
WHERE
 
C2
 
=
 
'a'

```

只在 C2 的值也出現於有著欄位 C4 等於 0 的資料表 T2 裡的欄位 C3 中時，資料表 T1 裡的欄位 C1 才會被設為 2 。
```
UPDATE
 
T1
 

SET
    
C1
 
=
 
2
    

WHERE
  
C2
 
IN
 
(
 
SELECT
 
C3

               
FROM
   
T2

               
WHERE
  
C4
 
=
 
0
)

```